# 콜차과현

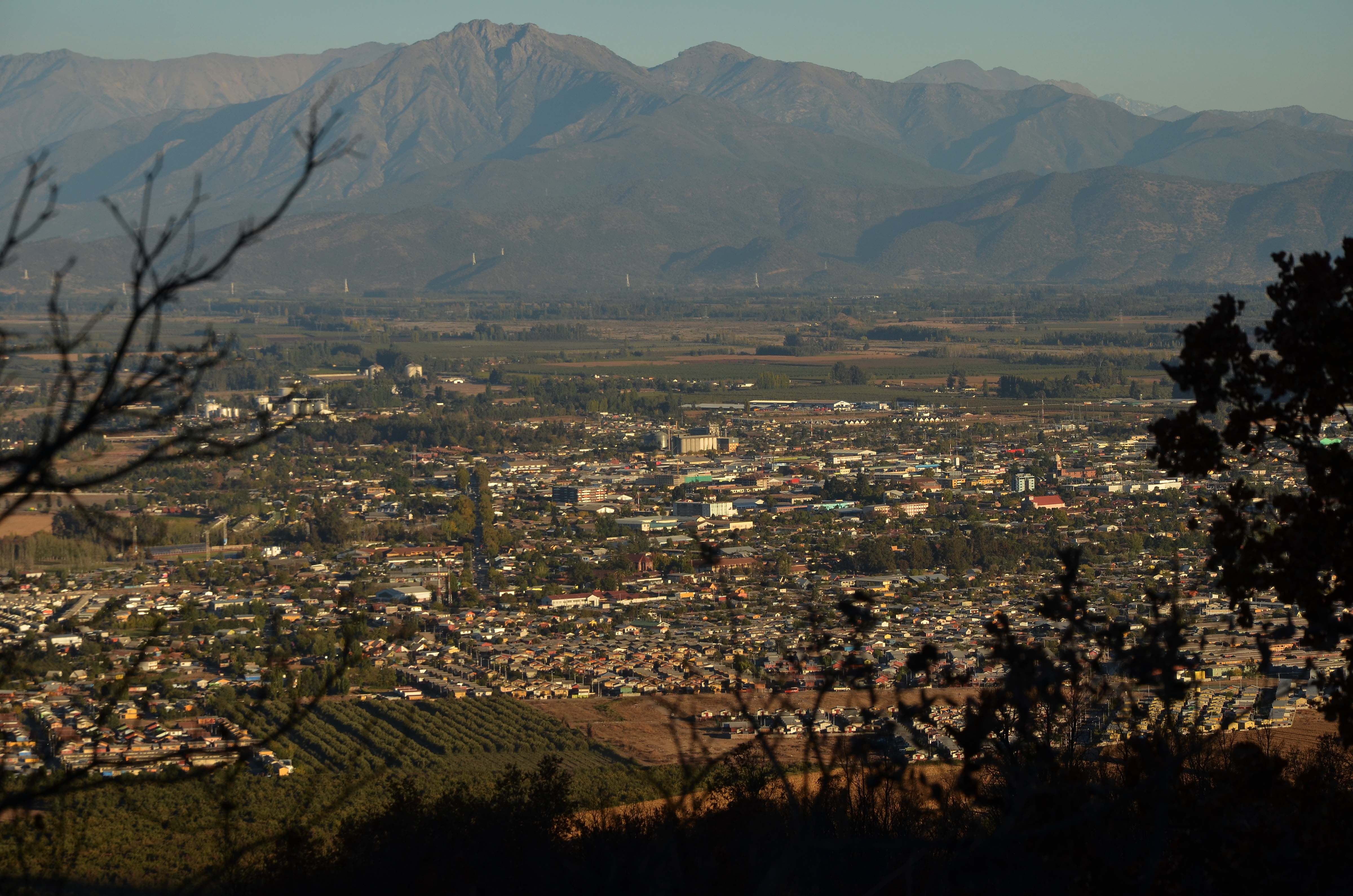

콜차과현(스페인어: Provincia de Colchagua)은 칠레 리베르타도르헤네랄베르나르도오이긴스 주를 구성하는 3개의 현 가운데 하나로 현도는 산페르난도이며 면적은 5,678.0km2, 인구는 210,528명(2012년 기준), 인구 밀도는 37명/km2이다.